# Autorisation de découvert
 (décembre 2023).
Si vous disposez d'ouvrages ou d'articles de référence ou si vous connaissez des sites web de qualité traitant du thème abordé ici, merci de compléter l'article en donnant les références utiles à sa vérifiabilité et en les liant à la section « Notes et références ».
L'autorisation de découvert, aussi appelé découvert en compte, est une facilité accordée par une banque à son client, lui permettant de dépenser temporairement plus d'argent qu'il n'en possède. Cette autorisation est destinée à aider les personnes ou les entreprises à faire face à des difficultés financières de courte durée. En France, la durée maximale d'un découvert autorisé est de 90 jours.
L'autorisation de découvert a la particularité d'être un crédit à durée indéterminée, il n'a donc pas de fin à moins que le client bancaire ne résilie son contrat. Il est en règle générale souscrit à l'ouverture d'une convention de compte et comme tout crédit il génère des intérêts appelés agios et calculés trimestriellement. Il ne faut pas les confondre avec les commissions d'interventions qui viennent facturer des opérations effectuées par le client au-delà du découvert ou en son absence. En outre, L'article L 313-12 du code monétaire et financier impose que: « Tout concours à durée indéterminée, autre qu'occasionnel, qu’un établissement de crédit consent à une entreprise, ne peut être réduit ou interrompu que sur notification écrite et à l’expiration d'un délai de préavis fixé lors de l’octroi du concours. Ce délai ne peut, sous peine de nullité du concours, être inférieur à 60 jours ».
Attention, il ne faut pas confondre une autorisation de découvert avec la facilité de caisse, qui est plutôt réservée à une clientèle professionnelle sur une durée déterminée de trois mois renouvelables. Dans la pratique, la facilité de caisse consiste le plus souvent en une avance dans l’attente d’un revenu. Si la facilité de caisse venait à être utilisée plus de trois mois consécutifs, la banque serait amenée soit à exiger le remboursement immédiat, soit, si la situation du client le permet, à lui faire une offre de crédit à la consommation.
Quelque 18% des Français sont à découvert tous les mois, et 47% sont à découvert au moins une fois par an.